# Denise Bastide
Eva Marie Denise Bastide (Aurillac, 23 de dezembro de 1916 – Paris, 1 de março de 1952) - nascida Eva Marie Denise Simon - foi uma política francesa. Ela foi eleita para a Assembleia Nacional em 1945 como uma do primeiro grupo de mulheres francesas a entrar no parlamento. Ela serviu na Assembleia Nacional até à sua morte em 1952.
Eva nasceu em Aurillac em 1916, em uma família de sindicalistas. No começo, ela participava de treinamentos para se tornar enfermeira, porém mudou-se para se tornar uma ativista do Partido Comunista Francês (PCF). Ela se casou com Joseph Bastide e os dois tiveram uma filha, mas se divorciaram em 1946. Após esse relacionamento, Bastide teve dois filhos com o político comunista Georges Gosnat, um deles sendo Pierre, que também foi político e serviu na Assembléia Nacional.
Durante a ocupação nazista, ela se envolveu com a Frente Nacional. Após ser presa em abril de 1943, Bastide foi condenada a seis anos de prisão em março de 1944. Inicialmente encarcerada em Chalons-sur-Marne e Romainville, ela foi transferida para os campos de concentração Ravensbrück e Zwodau. Apesar de ter sido liberta pelos aliados, o tempo que esteve concentrada afetou seriamente sua saúde.
Bastide foi candidata do Partido Comunista da França nas eleições de 1945, ocupou o segundo lugar na lista do partido no Loire e foi uma das 33 mulheres eleitas para a Assembleia Nacional. Depois de eleita, integrou a Comissão de Família, População e Saúde Pública. Mantendo o segundo lugar na lista do PCF, foi reeleita nas eleições de junho e novembro de 1946, permanecendo membro da Comissão de Família, População e Saúde Pública até 1949, também integrante da Comissão de Justiça e Legislação e da Comissão de Trabalho e Previdência Social Comissão.
Embora tenha sido reeleita novamente em junho de 1951, ela cometeu suicídio em março do ano seguinte.